# HD 142415 b
HD 142415 b는 직각자자리 방향으로 지구로부터 약 113 광년 떨어진 곳에 있는 외계 행성이다. 이 행성의 모항성은 태양과 비슷한 분광형 G의 주계열성 HD 142415이다. 행성의 최소 질량은 목성의 1.69배이다. 1 공전 주기는 약 386.3일이며, 모항성으로부터의 거리는 약 1.07 천문 단위이다. 도플러 분광법으로 이 행성의 존재를 알아냈는데, 광도 곡선으로 밝힌 행성의 공전 궤도는 이심률이 매우 커 거의 약 0.5에 이르렀다.
2003년 6월 30일 마이클 메이어 연구진이 칠레 소재 라 실라 천문대에 있는 CORALIE 분광 사진기를 이용, 이 행성을 발견했다.

## 같이 보기
- HD 10647 b
- HD 111232 b
- HD 141937 b
- HD 142022 Ab
- HD 169830 c
- HD 216770 b
- HD 41004 Ab
- HD 65216 b

## 참고 문헌
- Mayor;  외. (2004). “The CORALIE survey for southern extra-solar planets. XII. Orbital solutions for 16 extra-solar planets discovered with CORALIE”. 《Astron. & Astrophys.》 (영어) 415: 391–402. doi:10.1051/0004-6361:20034250.